# Marguerite xứ Anjou, Vương hậu Anh
Marguerite xứ Anjou (tiếng Pháp: Marguerite d'Anjou; 23 tháng 3, 1430 - 25 tháng 8, 1482), hay Margaret trong tiếng Anh, là Vương hậu nước Anh với tư cách là vợ của Henry VI của Anh. Bà tại vị từ năm 1445 đến năm 1461 và bị gián đoạn bởi Chiến tranh Hoa Hồng. Bà tiếp tục vị trí Vương hậu từ năm 1470 khi Henry VI được lập lại, cho đến khi bị phế bỏ vào năm 1471.
Là một nhân vật quan trọng của thế lực nhà Lancaster, Margaret đóng vai trò mấu chốt trong sự mâu thuẫn giữa nhà Lancaster và nhà York trong Cuộc chiến Hoa Hồng. Vua Henry VI thường xuyên đau yếu bởi bệnh tật, và trên thực tế Margaret nắm toàn bộ quyền hành cai trị nước Anh trong suốt thời gian ấy. Bà đã triệu tập Hội nghị viện vào năm 1455 mà không có ai thuộc phe nhà York, và điều này khiến người đứng đầu phe York - Công tước Richard xứ York - quyết định dấy quân và khởi mào cho cuộc nội chiến. Chính điều này đã làm dấy nên loạt chiến tranh thảm khốc xuyên suốt 30 năm tiếp theo của nước Anh, và đánh dấu chấm dứt bằng Trận Tewkesbury với chiến thắng thuộc về nhà York.
Vương hậu Margaret sau đó bị cầm tù bởi các lãnh đạo nhà York. Vào năm 1475, bà được chuộc bởi Louis XI của Pháp và trải qua phần đời còn lại tại quê nhà Anjou, nước Pháp.

## Thân thế
Margaret sinh ngày 23 tháng 3 năm 1430, tại Pont-à-Mousson, Loraine, là một thái ấp nằm trong Đế quốc La Mã thần thánh ở phía Đông, vùng này thuộc sự cai quản của nhà Valois-Anjou, là một nhánh khác của các vị Vua của Vương quốc Pháp. Bà là con gái thứ 2 của René xứ Anjou và Isabella, Nữ Công tước xứ Lorraine. Trong gia đình bà có 5 anh trai và 4 chị em gái khác, cũng như 3 người anh chị em cùng cha khác mẹ do quan hệ giữa cha bà với các tình nhân khác. Cha của bà, có biệt hiệu 「Vị vua tốt René; Good King René」, là Công tước xứ Anjou và là Quốc vương trên danh nghĩa của các Vương quốc Naples, Sicily và Jerusalem. Dẫu về mặt lý thuyết ông có rất nhiều quyền lực, nhưng ông được miêu tả như 「"Vị vua có nhiều Vương miện nhưng không có Vương quốc"」 bởi các sử gia. Margaret được rửa tội tại Toul, Loraine và được chăm sóc bởi vị nhũ mẫu của cha bà, Theophanie la Magine.
Từ nhỏ, Margaret được mô tả là xinh đẹp, và có bản lĩnh vững vàng, trưởng thành và đầy kiêu hãnh, khác xa với độ tuổi còn non trẻ của mình. Bà biết rất rõ vai trò của mình trong việc bảo vệ lợi ích của ngai vàng, và được nhận định là kế thừa từ mẹ bà, Nữ Công tước Isabella xứ Lorraine. Nữ Công tước Isabella là một nữ thừa kế của nhà Ardennes-Metz, một gia tộc nhiều năm trị vì Công quốc Lorraine (Duchy of Lorraine; nay là Lorraine, thuộc vùng Đông Bắc nước Pháp). Tính uyên bác và độc lập của Isabella đã giúp bà tích cực đấu tranh đòi quyền trị vì của chồng mình trên đất Naples, khiến René cuối cùng trở thành "Quốc vương" của đất nước này. Bên cạnh đó thì bà nội bà, Violant của Aragón, cũng là một phụ nữ nổi tiếng vì đã hướng dẫn cha bà trị vì Anjou đồng thời còn giúp con rể là Charles VII của Pháp giành lại thực quyền cai trị Pháp từ tay quân đội nước Anh. Những truyền thống này của gia đình được lý giải vai trò lớn của Margaret trong Chiến tranh Hoa Hồng về sau, nhưng đây cũng là lý do bà bị chỉ trích, bởi vì phụ nữ tham gia chính trị là điều cấm kị tại Anh khi ấy. Bà trải qua tuổi thơ tại lâu đài vùng Tarascon, Provence và trong các lâu đài tại Capua, gần với Naples. Ngay từ nhỏ, bà được mẹ giáo dục rất kĩ lưỡng và chỉ định học giả Antoine de la Sale làm thầy dạy cho bà.

## Vương hậu nước Anh

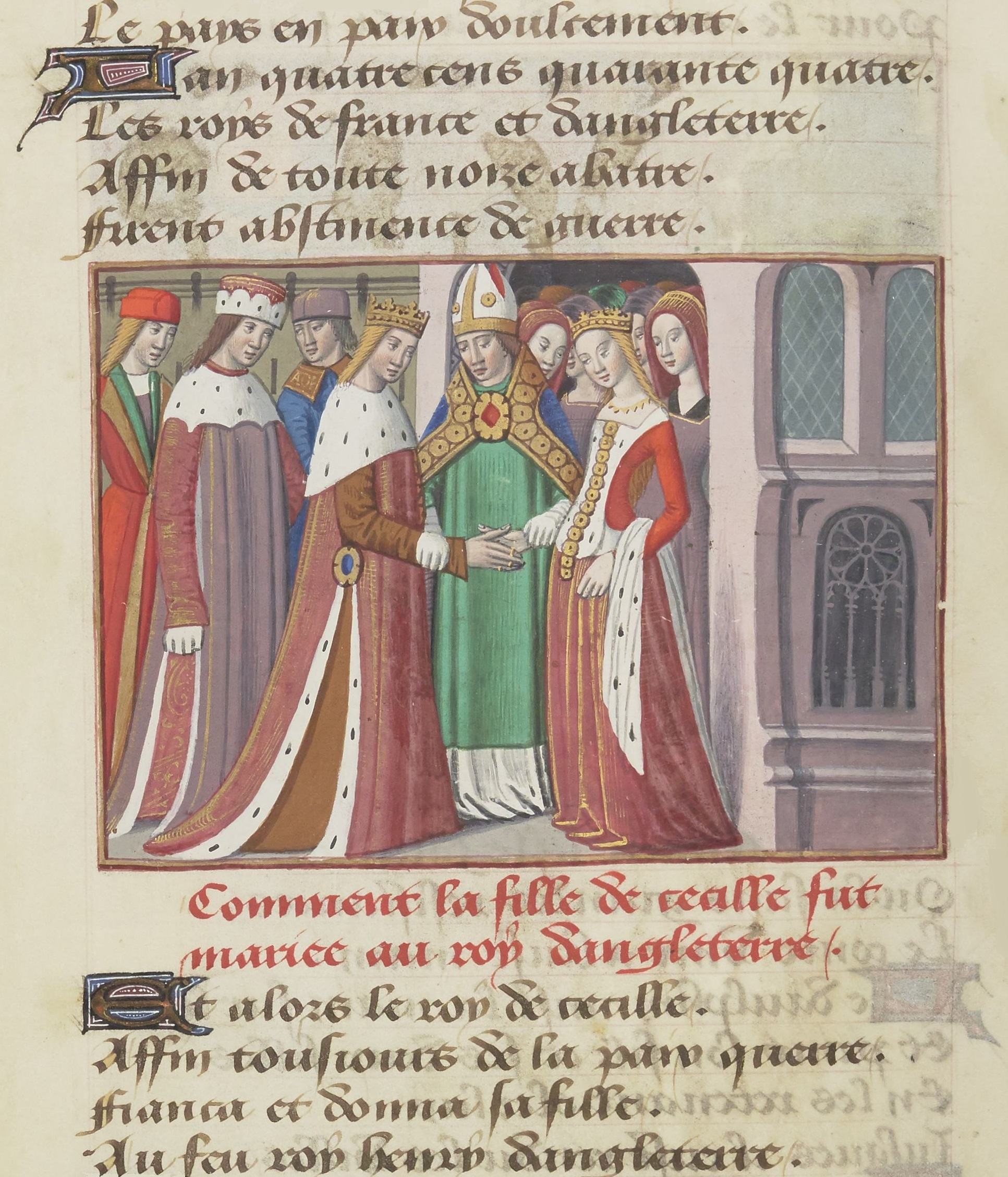
Hôn lễ giữa Henry VI và Margaret xứ Anjou.

Năm 1444, ngày 4 tháng 5, Margaret đã gặp Công sứ người Anh tại Tours để bàn luận về hôn nhân. Sang ngày 24 tháng 5, bà chính thức được đính hôn qua lễ cưới hỏi gián tiếp. Quốc vương Henry VI khi ấy đang có tranh chấp kiểm soát kế vị ngai vàng nước Pháp trong cuộc Chiến tranh Trăm Năm và đã thống trị rất nhiều vùng đất phía Bắc của Pháp. Người dượng của Margaret đồng thời là cậu của Vua Henry, Charles VII của Pháp, khi ấy cũng đang đòi quyền kế vị ngai vàng Pháp, đã có mặt tại lễ đính hôn như một bước xác nhận thỏa thuận hòa bình giữa Anh và Pháp. Cuộc hôn nhân được lo liệu chủ yếu bởi Công tước William xứ Suffolk, và thỏa thuận thành lập với một của hồi môn khá bất lợi cho Anh với 20.00 franc, cùng quyền đất đai "chưa được công nhận" cung cấp từ Nữ Công tước Isabella cho chính phủ Anh trên hai mảnh đất Majorca và Minorca. Ngoài ra cũng bao gồm 23 tháng thỏa thuận ngừng bắn giữa Anh và Pháp. Thỏa thuận bất lợi này với Anh đã dấy lên nhiều ý kiến, song hầu hết cho rằng đây là cần thiết để thiết lập hòa bình.
Một khoản chi khá đáng kể từ Chính phủ Anh được trích ra để đón Margaret, và đây trở thành một thứ quan trọng nhấn mạnh vai trò của Margaret trong cuộc hôn nhân này, một công cụ thỏa thuận hòa bình giữa Anh và Pháp. Ngày 9 tháng 4 năm 1445, Margaret lên đường đến London và được hộ tống bởi các Lãnh chúa cùng triều thần nhiều cấp bậc. Sang ngày 23 tháng 4, Margaret gặp và kết hôn với Henry VI của Anh, người hơn bà tận 8 tuổi, tại Tu viện Titchfield thuộc Hampshire. Sau đó, bà tiếp tục lên đường đến London, và vào ngày 28 tháng 5 thì bà chính thức đặt chân đến đây. Cuối cùng, Margaret được làm Lễ đăng quang vào ngày 30 tháng 5 tại Tu viện Westminster, bà được trao Vương miện và sức Dầu thánh bởi John Stafford, Tổng giám mục Canterbury, khi bà chỉ vừa 15 tuổi.
Để chuẩn bị buổi lễ đón chào Margaret tiến vào London, Thị trưởng London đã phê duyệt các đội hộ vệ cùng trang hoàng bày trí khắp London. Sự chúc mừng Margaret đến London đã diễn ra 2 ngày, và theo thông lệ thì bà trải qua nghỉ ngơi trong Tháp London. Liên tiếp những màn diễn trò quy mô lớn được tổ chức, càng tôn lên "biểu tượng hòa bình" mà Margaret mang đến nước Anh. Theo thống kê của các sử gia, lễ cưới và đoàn đón tiếp Margaret tốn rất nhiều tiền trong tài chính của Chính phủ nước Anh, lên đến £5.000, một con số khổng lồ với thông số giá trị bảng Anh khi ấy. Không lâu sau khi Margaret được làm Lễ đăng quang trở thành Vương hậu, cha của bà là Công tước René của Anjou bắt đầu đi vào đàm phán với triều đình Anh. Nội dung của đàm phán là liên minh vĩnh cữu giữa Anjou cùng nước Anh và thỏa thuận ngừng bắn kéo dài 20 năm, đổi lại chính phủ Anh sẽ từ bỏ quyền kiếm soát Maine cho Anjou, đồng thời cũng từ bỏ quyền thừa kế hay liên hệ ngai vị tại Anjou của Vua Henry VI trong tương lai. Kết quả, đàm phán không tạo được liên minh, mà còn khiến nước Anh đánh mất Maine. Ngay lập tức sau khi mất Maine, hình ảnh của Margaret tại Anh xấu đi vì bà là người Pháp, đồng thời William de la Pole bị đưa ra đổ lỗi vì ông chịu trách nhiệm dàn xếp cuộc hôn nhân. Rất nhiều tin đồn rằng, việc nhượng lại Maine là một thỏa thuận có trong hôn nhân giữa Henry Vi với Margaret, dù thông tin này về sau đã bị bác bỏ. Như thế, thanh danh hôn nhân giữa Margaret cùng Vua Henry VI chịu sự phỉ báng như một lẽ tất yếu, dù bà vẫn không bị xem là nguyên nhân chính.

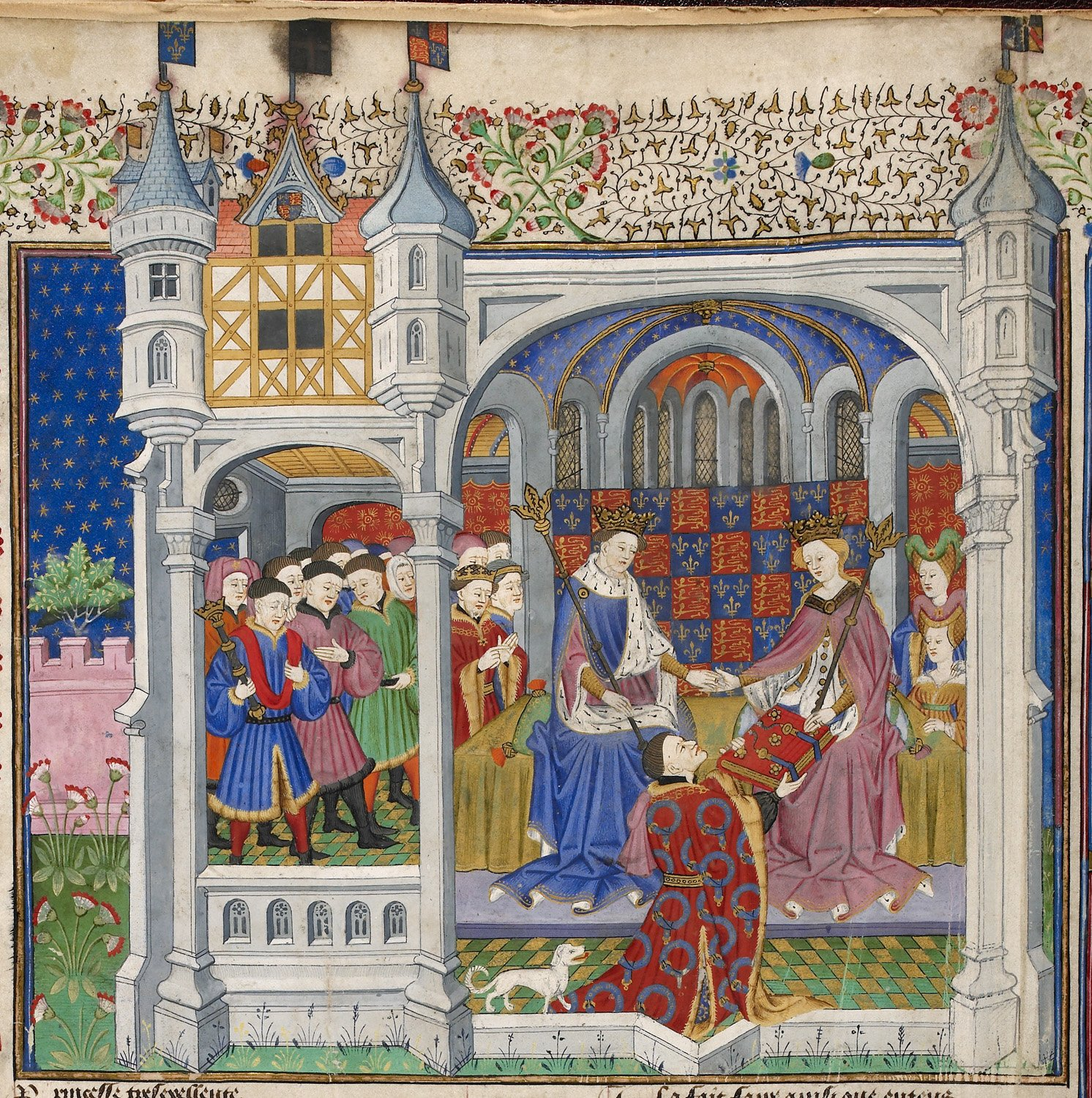
Lễ dâng tặng cho Vua Henry và Vương hậu Margaret.

Chồng của Margaret, Vua Henry VI của Anh, là một người sùng đạo, thích nghiên cứu học thuộc và tôn giáo hơn quan tâm đến chính trị, và điều này cũng khiến ông được đánh giá là một vị Vua thất bại trong lịch sử Anh. Trong suốt cuộc đời, Vua Henry bị khống chế bởi các Hộ Quốc công vì lên ngôi chỉ mới mấy tháng tuổi, và những Hộ Quốc công giàu quyền lực này vẫn duy trì sự ảnh hưởng lên nhà Vua dù ông đã chính thức thân chính. Khi ông cưới Margaret, tình trạng tinh thần đã bước vào giai đoạn không ổn định, nên sau khi Margaret sinh ra người con trai duy nhất - Edward của Westminster, và ngay sau đó được chỉ định làm Thân vương xứ Wales. Nhiều người phe đối lập đã tung tin rằng Edward là kết quả ngoại tình của Vương hậu, và những nhân vật gồm Edmund Beaufort, Công tước Somerset hoặc James Butler, Bá tước Ormond, những đồng minh mạnh nhất của bà trong triều, được đồn mới chính là người cha ruột về mặt sinh học của Edward.
Dù có tính tháo vát, mạnh mẽ và trí tuệ về việc lôi kéo đảng phái, song Vương hậu Margaret có cùng sự yêu thích nghiên cứu học thuật với chồng mình, và điều này chứng minh qua việc bà là người bảo trợ thành lập trường đại học Queens' College, Cambridge. Có ý kiến rằng, Elizabeth Woodville sau khi gả nhà Grey đã từng là Thị tùng cho Vương hậu Margaret với danh vị [Maid of Honour], tuy nhiên điều này rất khó chắc chắn dù quả thực trong nhóm Thị tùng của bà có người tên Isabella hay Elizabeth Grey. Mẹ của Woodville, Jacquetta xứ Luxembourg, thông qua hôn nhân cũng là một người mợ của nhà Vua lẫn Vương hậu Margaret, đồng thời cũng là một phụ nữ có thế lực trong triều do hôn nhân cũng như danh tiếng sẵn có của gia tộc Luxembourg.

## Dấn thân vào nội chiến

### Sự thù hận Công tước xứ York
Từ khi chuyển đến Greenwich, Margaret chú tâm trong việc dạy dỗ con trai Edward, và bà không hề có ý định can thiệp chính trị cho đến khi nhận thấy nguy cơ từ Công tước xứ York. Vào khoảng năm 1453 đến 1454, Công tước York được bổ nhiệm Hộ Quốc công khi tình trạng bệnh tình của Vua Henry chuyển biến xấu, và điều này khiến Margaret thất kinh. Công tước York là một thành viên nhánh nhà York có thế lực lớn và trong thời điểm ấy, khi Vua Henry quá yếu về khả năng trị vì cùng Vương hậu Margaret không được quý tộc Anh ưa thích, thì Công tước York được nhìn nhận là một Trữ quân cho ngai vàng Anh. Điều này chính thức khiến Margaret bắt đầu tham dự chính trị vì bà muốn con cháu mình tiếp tục ngồi trên ngai vàng này. Một số học giả cho rằng thực chất sự tranh chấp và sụp đổ sau đó của nhà Lancaster không phải tham vọng của nhà York, mà là sự dấn thân một cách đầy bướng bỉnh của Margaret vào vũ đài chính trị, ngoài ra việc bà trọng dụng những đồng minh không được quý tộc Anh ưa thích cũng khiến hình ảnh của bà xấu đi rõ rệt. Dù vậy, Margaret thể hiện mình rất giỏi trong chính trị, và Vua Henry thường giao phó cho bà lĩnh vực này.
Nhà viết tiểu sử học cho Margaret xứ Anjou, Helen Maurer, thế nhưng lại không xem việc Công tước York được bổ nhiệm Hộ Quốc công là khởi đầu cho Margaret tranh chấp với phe nhà York. Nữ sử gia nhận định chính Trận chiến St Albans thứ nhất vào những năm 1455 mới khiến Margaret bắt đầu nhìn nhận Công tước York là mối đe dọa cho ngai vàng của chồng mình. Nhà sử học Paul Murray Kendall lại nhìn nhận chính Edmund Beaufort, Công tước Somerset cùng William de la Pole, Công tước Suffolk, đã sớm cố gắng thuyết phục Margaret rằng Công tước York là người chịu trách nhiệm chính cho việc bà bị dân chúng Anh chán ghét. Và thế là Margaret thuyết phục Vua Henry cách chức vụ Thống đốc tại Pháp của Công tước York và đày ông ta đến Ireland, thậm chí vào năm 1449 và 1450 thì Margaret cũng lần lượt phái sát thủ cố gắng ám sát Công tước York. Trong khi đó, Công tước Somerset cùng Công tước Suffolk chịu trách nhiệm chính trong sự kiện thất thủ Maine năm 1448 và Normandy năm 1449, điều này khiến triều đình Henry VI thất kinh và dấy lên một chuỗi tra vấn trách nhiệm của hai người này, hai đồng minh mạnh nhất của Margaret khi ấy. Chớp ngay thời cơ này, sau khi thoát khỏi sự ám toán của Margaret và trở về từ Ireland, Công tước York lại đứng trước Vua Henry và sau cùng được nhà Vua tái tín nhiệm. Dưới tác động của Công tước York, Nghị viện Anh được triệu tập, vấn đề tại Pháp của Công tước Somerset cùng Công tước Suffolk được bới móc ra, đồng thời còn có cáo buộc Công tước Suffolk đã "ly gián" Quốc vương với người họ hàng là Công tước York. Những sự kiện này đều gây bất lợi đến địa vị của Margaret, khi ngay sau một chuỗi sự kiện này đã khiến Công tước York trở thành cố vấn cao nhất của nhà Vua, đồng thời Phát ngôn viên của Hạ nghị viện trong sự nóng nảy còn tuyên bố công nhận Công tước York trở thành Trữ quân - người kế vị ngai vàng.
Chuỗi sự kiện này diễn ra trước khi Margaret sinh hạ Vương tử Edward (vào năm 1453), do đó trở thành một đòn chí mạng cho Margaret. Nhưng nhanh chóng sau đó vài tháng, Margaet giành được sự ảnh hưởng lên Vua Henry, Nghị viện Anh bị bãi bỏ, Phát ngôn viên bị giam vào ngục và Công tước York phải điều đến xứ Wales.

### Lãnh đạo nhà Lancaster

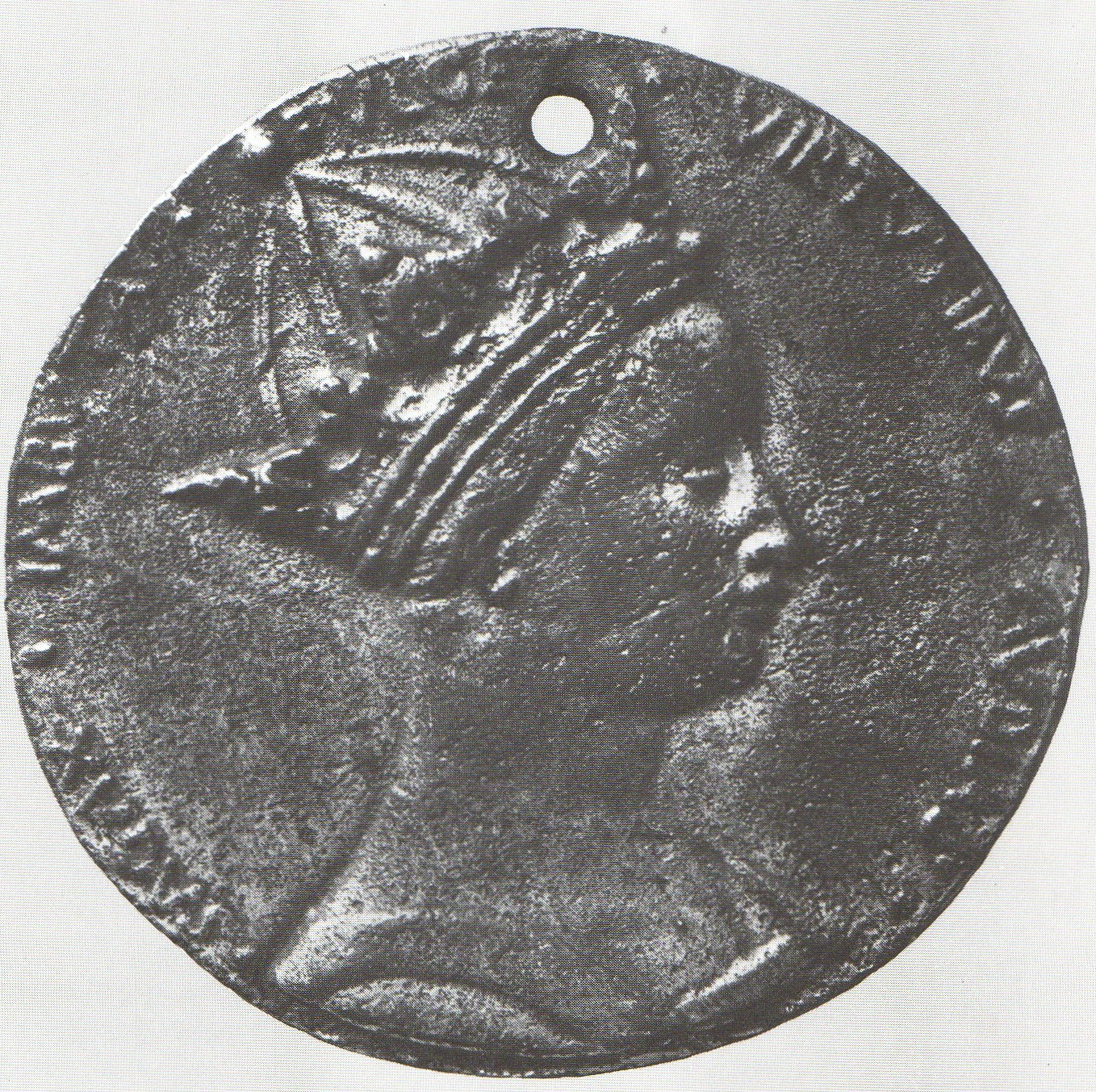
Hình khắc Margaret trên đồng xu, khoảng năm 1463.

Căng thẳng giữa nhà York và nhà Lancaster nhanh chóng kích thích dẫn đến chạm trán quân sự. Vào tháng 5 năm 1455, chỉ vài tháng sau khi Quốc vương Henry VI bình phục sau một cơn bệnh thần kinh và vừa kết thúc nhiệm kỳ Bảo Hộ công của Công tước York, thì Margaret đã triệu tập Đại hội đồng không có phe cánh nhà York tham dự. Nội dung cuộc triệu tập này diễn ra tại Leicester, khi Margaret tuyên bố cần các chư hầu quý tộc bảo vệ Quốc vương "khỏi những kẻ thù", nhưng Công tước York gần như đã liệu trước mà dẫn quân nghênh đón quân nhà Lancaster, dẫn đến Trận chiến St Albans thứ nhất vào ngày 22 tháng 5 năm 1455 - sự kiện thường được xem là khơi mào cho Chiến tranh Hoa hồng. Trong trận chiến, Công tước Somerset, Bá tước Northumberland cùng Nam tước Clifford đều tử trận, Quốc vương Henry VI bị quân nhà York giam giữ và phải chỉ định Công tước York lần nữa trở thành Bảo Hộ công.
Thời gian này Margaret bị gạt qua một bên và đành phải nhận sự bảo hộ từ Quốc vương. Cuộc chiến kết thúc bằng chiến thắng của phe nhà York, nhưng vương triều vẫn cố gắng để không xảy ra thêm bạo loạn, dẫn đến việc thảo luận trong tương lai thì Công tước York hay Vương tử Edward - con trai mới 2 tuổi của Margaret - sẽ có tư cách kế vị. Rõ ràng Margaret không thỏa hiệp bất kì quyết định nào ngăn cản con trai bà lên ngôi. Trước tình thế quân sự đều nằm trong tay Công tước York, Margaret vẫn rất cứng rắn không thỏa hiệp, trừ phi phe York chịu từ bỏ áp chế quân sự.
Vào mùa thu năm 1456, vợ chồng Margaret đến Midlands - nơi ủng hộ gia đình vương thất nhiệt tình nhất, và dưới sự thuyết phục của Margert, nhà Vua không quay về London nữa mà đặt triều đình tại Coventry, bà cũng khuyên nhủ thành công nhà Vua bãi bỏ quyết định bổ nhiệm Bảo Hộ công đối với Công tước York và buộc ông ta trở lại Ireland. Sự không có mặt của vương thất tại London khiến tình trạng đất nước khủng hoảng, các thương nhân bị cấm buôn bán đã bất mãn, nay sự chỉ trích của dân chúng càng gia tăng khi Margaret vì gầy dựng quân sự để áp chế phe nhà York mà thực hiện chế độ quân dịch bắt buộc lần đầu tiên tại Anh. Ở phía Bắc, nhà Neville và nhà Percy vì mối thâm thù đã lâu mà dẫn đến các cuộc chiến tranh hàng loạt, bên cạnh đó tình trạng cướp biển cũng bùng nổ vì sự rối loạn chính trị tại Anh. Đến năm 1457, xảy ra sự kiện Tướng quân nước Pháp Pierre de Brézé, một người theo phái ủng hộ Margaret, đã đổ bộ quân sự lên bờ biển Anh và thiêu trụi thị trấn Sandwich thuộc xứ Kent. Sự kiện này gây hỗn loạn tại Anh, vì vấn nạn cướp biển từ người Pháp đã đến một cao trào mới, Vương hậu Margaret có xuất thân người Pháp, lúc này trở thành người bị bàn tán và chỉ trích công khai. Sự căm phẫn dâng cao đến nỗi khiến Margaret phải chấp thuận cho người bà con của Công tước York là Bá tước Richard xứ Warwick trấn thủ vùng biển này trong 3 năm. Bá tước Warwick vốn là phe nhà York, trong sự quản lý của mình kiêm Trị sự Calais, ông đã có được sự ủng hộ lớn từ thương nhân, dẫn đến sự rục rịch trỗi dậy lớn mạnh của phe nhà York.
Sự kiện Loveday 1458 diễn ra tạm thời hàn gắn đấu tranh giữa nhà York và Lancaster, nhưng sự trỗi dậy của Bá tước Warwick với vai trò Thống đốc Calis đã khiến cuộc chiến bước vào lối rẽ khác, và chính thức tái khởi động qua Trận Blore Heath năm 1459, với việc quân nhà Lancaster được lãnh đạo bởi Nam tước Audley bị giết bởi một trong các lãnh đạo nhà York là Bá tước Richard xứ Salisbury - cũng là cha của Bá tước Warwick. Tái chiến khởi đầu, sau một loạt thất bại của nhà Lancaster đã dẫn đến việc Quốc vương Henry VI phải chấp thuận Đạo luật Điều giải (Act of Accord) vào tháng 10 năm 1460, căn bản công nhận Công tước York trở thành Thân vương xứ Wales - đứng đầu quyền kế vị ngai vàng Anh, gạt bỏ đi quyền kế vị của con trai Margaret là Vương tử Edward. Không từ bỏ quyền kế thừa của con trai, Vương hậu Margert đem Vương tử Edward chạy đến phía Bắc xứ Wales - nơi căn bản vẫn trung thành với nhà Lancaster, để sau đó họ liền đi đến Scotland tìm sự giúp đỡ của triều đình phương Bắc này. Bà thuận lợi chờ đợi kết quả Trận Wakefield vào ngày 30 tháng 12 năm 1460, khi quân nhà Lancaster được lãnh đạo bởi Công tước Henry xứ Somerset đã đánh bại quân đội được lãnh đạo trực tiếp bởi Công tước York cùng Bá tước Salisbury. Cả hai người đàn ông biểu trưng của phe York này đã bị chém đầu, và bị cắm đầu bằng cọc treo lên cửa thành York. Khi ấy Margaret đang ở Scotland, hoàn toàn không có quyền hạn yêu cầu xử tử nhưng đại đa số vẫn tin chính bà là người ra chỉ thị này. Thừa thắng, Margaret trực tiếp tham gia Trận chiến St Albans thứ hai vào ngày 17 tháng 2 năm 1461, trận chiến đánh bại quân của Bá tước Warwick của nhà York và thành công đoạt lại được Vua Henry VI của nhà Lancaster.
Ngày 29 tháng 3 năm 1461, chỉ tầm 1 tháng sau chiến thắng, nhà Lancaster bị đánh bại trong Trận Towton trước quân đội được lãnh đạo bởi con trai của Công tước York - Edward xứ March. Kết quả của trận chiến này là việc Henry VI bị phế truất và Edward tự xưng làm Quốc vương, chính là Edward IV của Anh. Margaret không từ bỏ, bà giong buồm trở lại Wales, Scotland và về Pháp - nơi bà tìm kiếm sự ủng hộ quân sự từ họ hàng là Quốc vương Louis XI của Pháp. Không lâu sau đó, Margaret nhận được lời mời liên minh của kẻ thù cũ - Bá tước Warick - vì sự mâu thuẫn giữ Bá tước với quyết định kết hôn Elizabeth Woodville của Tân vương Edward. Để thành lập liên minh, con gái thứ của Warwick là Anne Neville được cưới cho con trai bà, và bà yêu cầu Warwick tự mình trở về đánh quân nhà York rồi bà mới theo sau. Năm 1470, ngày 3 tháng 10, Warwick thành công phục vị cho chồng bà, Henry VI của Anh, sau khi thành công tuyên bố phế bỏ Edward IV, đây cũng là lý do mà Warwick có biệt danh 「The Kingmaker」 trong lịch sử Anh.

### Trận Tewkesbury và cuối đời
Theo đúng giao hẹn, Margaret cùng con trai và Anne lên thuyền trở về Anh, dự định đem quân gia nhập đoàn quân của Bá tước Warwick. Nhưng trong Trận Barnet ngày 14 tháng 4 năm 1471 thì Bá tước Warwick thua trận, khiến Edward IV phục vị. Vương hậu Margaret lúc này đã đến Anh, bèn không thể tránh khỏi việc dấy binh chống lại quân nhà York, đã dẫn đến Trận Tewkesbury ngày 4 tháng 5 cùng năm. Trận chiến này là đại bại của nhà Lancaster, Vương tử Edward bị tử trận, hoàn toàn đánh vỡ niềm hi vọng của Margaret. Bà bị William Stanley bắt sống trong cuối trận chiến, và bị Edward IV hạ lệnh giam cầm trong Lâu đài Wallingford tại Wallingford, Oxfordshire. Không lâu sau, bà bị chuyển đến Tháp London - nơi mà chồng bà, Vua Henry VI, cũng bị giam giữ và chết một cách bí ẩn không lâu sau đó.
Sang năm 1472, Margaret được chuyển dưới sự giám sát của Alice Chaucer, Nữ công tước xứ Suffolk, một Thị tùng và người bạn khi trước của bà. Đến năm 1475, Margaret quay về Pháp dưới sự bảo lãnh của Quốc vương Louis XI. Từ đó về sau, Margaret biến mất khỏi vũ đài chính trị, bà cũng ít khi liên hệ với vương thất Pháp. Dưới sự bảo trợ của bạn cũ là Francis de Vignolles, Margaret lặng lẽ dời sang sống trong Lâu đài thuộc quyền sở hữu của ông tại khu vực Dampierre-sur-Loire gần quê nhà Anjou. Tại đó, bà cũng qua đời vào ngày 28 tháng 8 năm 1482, thọ 52 tuổi. Bà được chôn bên cạnh cha mẹ trong Nhà thờ lớn Angers tại Angers, nhưng trong Cách mạng Pháp thì hài cốt của bà đã bị di dời và hủy hoại bởi dân chúng cướp phá nhà thờ.

## Trong văn hóa đại chúng

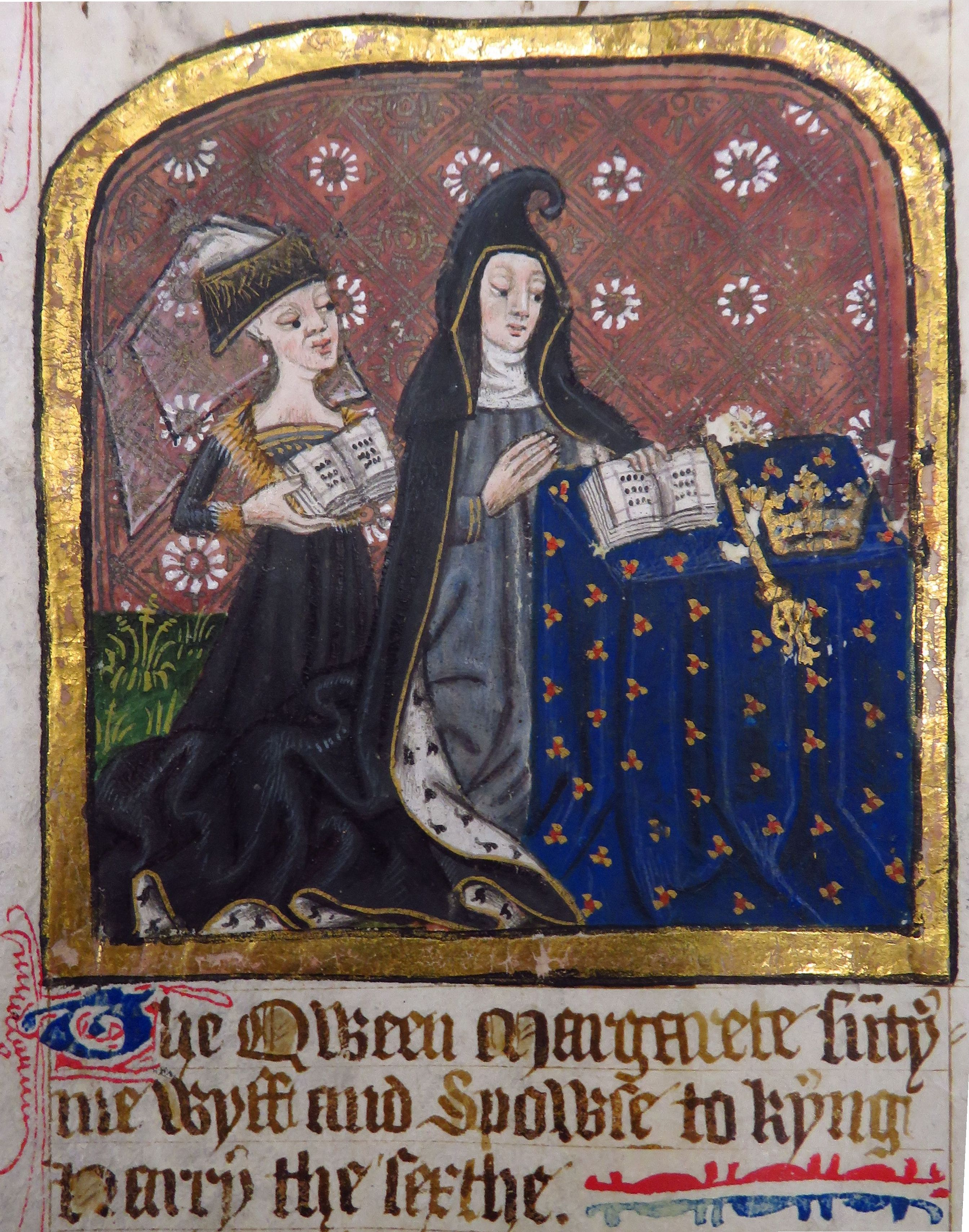
Tranh vẽ Margaret xứ Anjou trong "Books of the Skinners Company", 1422.

Cuộc đời Margaret xứ Anjou là một truyền kỳ, bà là một trong những nhân vật chủ chốt của nhà Lancaster trong Chiến tranh Hoa hồng, do đó các phim ảnh, tiểu thuyết cùng kịch sân khấu có đề tài về giai đoạn này đều không bỏ qua cơ hội khắc họa bà.
Nhà soạn kịch vĩ đại William Shakespeare đã biên soạn 3 phần vở kịch Henry VI cùng vở Richard III, trong đó Margaret là nhân vật duy nhất xuất hiện trọn cả 4 vở kịch này mà còn sống. Shakespeare đã xem Margaret như một người phụ nữ bản lĩnh, tuy có tàn độc, nhưng lại vô cùng thông minh và rất dễ dàng ảnh hưởng lên chồng mình, đồng thời Shakespeare còn nhìn nhận bà có đức tính ngoan cường trước kẻ thù hãm hại mình. Và dù bà sống lưu vong khỏi Anh kể từ khi bị đánh bại, Shakespeare vẫn để bà xuất hiện trong vở về Richard III khi bà đóng vai trò như Cassandra - một nữ phù thủy, và Shakespeare xây dựng bà vẫn ghi thù những ai phản bội hoặc chống lại nhà Lancaster, nên bà đã nguyền rủa tất cả bọn họ. Bản thân Shakespeare có một câu bình cực kỳ nổi tiếng về bà:「"How ill-beseeming is it in thy sex/ To triumph like an Amazonian trull/ Upon their woes whom Fortune captivates"」. Bà là nữ chính trong vở opera Margherita d'Anjou của Giacomo Meyerbeer.
Rất nhiều sử gia đánh giá cao về cá tính của Margaret, nhà sửa học đương thời, Edward Hall, đã bình về bà như sau:
- 「"Người đàn bà này vượt trội hơn bất kỳ ai, không chỉ là sắc đẹp cùng danh vọng, mà còn là trí thông minh và khả năng chính trị, cũng như tinh thần và sự can đảm. Những gì bà ta thể hiện giống như đàn ông hơn là đàn bà tầm thường"」[23].

Cuốn sách Margaret of Anjou của nhà văn Mỹ Jacob Abbott khẳng định hết sức tích cực về hành vi của Margaret như sau:
- 「"Bà Margaret xứ Anjou là một anh thư, không phải là nữ chính trong một câu chuyện tình yêu lãng mạn, mà là trong thực tế tàn khốc cùng khắc nghiệt của một người phụ nữ. Cuộc đời bà phủ đầy những chiến tích vang dội, mà những thứ này được đệm bởi những khó khăn nguy hiểm, khốn cùng lẫn mất mát to lớn. Những thăng trầm này của bà có thể sánh với lịch sử toàn nhân loại"」[24].

Về phương diện phim ảnh cùng tiểu thuyết, phàm có liên quan Chiến tranh Hoa hồng thì có khả năng lớn sẽ có Margaret xuất hiện. Nữ tiểu thuyết gia Philippa Gregory có một loạt tiểu thuyết về cuộc nội chiến này, trong đó Margaret xuất hiện chủ yếu trong The Lady of the Rivers (2011), sau là The White Queen (2009) và The Kingmaker's Daughter (2012). Khi chuyển thể thành TV show The White Queen vào năm 2013, Margaret được diễn bởi nữ diễn viên Veerle Baetens.
Ngoài ra, bà còn xuất hiện đáng kể trong cuốn Anne of Geierstein (1829) của Sir Walter Scott, The Last of the Barons (1843) của Edward Bulwer-Lytton, The Passionate Queen (1966) của Barnaby Ross, The Red Rose of Anjou (1982) của Jean Plaidy, The Sunne in Splendour (1982) của Sharon Kay Penman, The Queen of Last Hopes (2011) của Susan Higginbotham và Stormbird (2013) của Conn Iggulden.

## Tổ tiên
| \| \| \| \| \| \| \| \| \| \| \| \| \| \| \| \| \| \| \| \| 16. Jean II của Pháp \| \| \| \| \| \| \| \| \| \| \| \| \| \| \| \| \| \| \| \| \| \| \| \| \| \| \| \| \| \| \| \| \| \| \| \| \| \| \| \| \| \| \| \| \| \| \| \| \| \| \| \| \| \| 8. Louis I, Công tước xứ Anjou \| \| \| \| \| \| \| \| \| \| \| \| \| \| \| \| \| \| \| \| \| \| \| \| \| \| \| \| \| \| \| \| \| \| \| \| \| \| \| \| \| \| \| \| \| \| \| \| \| \| \| \| \| \| 17. Jutta của Bohemia \| \| \| \| \| \| \| \| \| \| \| \| \| \| \| \| \| \| \| \| \| \| \| \| \| \| \| \| \| \| \| \| \| \| \| \| \| \| \| \| \| \| \| \| \| \| \| \| \| \| \| \| \| \| 4. Louis II xứ Anjou \| \| \| \| \| \| \| \| \| \| \| \| \| \| \| \| \| \| \| \| \| \| \| \| \| \| \| \| \| \| \| \| \| \| \| \| \| \| \| \| \| \| \| \| \| \| \| \| \| \| \| \| \| \| 18. Charles, Công tước xứ Bretagne \| \| \| \| \| \| \| \| \| \| \| \| \| \| \| \| \| \| \| \| \| \| \| \| \| \| \| \| \| \| \| \| \| \| \| \| \| \| \| \| \| \| \| \| \| \| \| \| \| \| \| \| \| \| 9. Marie xứ Blois \| \| \| \| \| \| \| \| \| \| \| \| \| \| \| \| \| \| \| \| \| \| \| \| \| \| \| \| \| \| \| \| \| \| \| \| \| \| \| \| \| \| \| \| \| \| \| \| \| \| \| \| \| \| 19. Joan, Bà Công tước xứ Bretagne \| \| \| \| \| \| \| \| \| \| \| \| \| \| \| \| \| \| \| \| \| \| \| \| \| \| \| \| \| \| \| \| \| \| \| \| \| \| \| \| \| \| \| \| \| \| \| \| \| \| \| \| \| \| 2. René xứ Anjou \| \| \| \| \| \| \| \| \| \| \| \| \| \| \| \| \| \| \| \| \| \| \| \| \| \| \| \| \| \| \| \| \| \| \| \| \| \| \| \| \| \| \| \| \| \| \| \| \| \| \| \| \| \| 20. Pere IV của Aragon \| \| \| \| \| \| \| \| \| \| \| \| \| \| \| \| \| \| \| \| \| \| \| \| \| \| \| \| \| \| \| \| \| \| \| \| \| \| \| \| \| \| \| \| \| \| \| \| \| \| \| \| \| \| 10. John I của Aragon \| \| \| \| \| \| \| \| \| \| \| \| \| \| \| \| \| \| \| \| \| \| \| \| \| \| \| \| \| \| \| \| \| \| \| \| \| \| \| \| \| \| \| \| \| \| \| \| \| \| \| \| \| \| 21. Eleanor xứ Sicily \| \| \| \| \| \| \| \| \| \| \| \| \| \| \| \| \| \| \| \| \| \| \| \| \| \| \| \| \| \| \| \| \| \| \| \| \| \| \| \| \| \| \| \| \| \| \| \| \| \| \| \| \| \| 5. Violant của Aragón \| \| \| \| \| \| \| \| \| \| \| \| \| \| \| \| \| \| \| \| \| \| \| \| \| \| \| \| \| \| \| \| \| \| \| \| \| \| \| \| \| \| \| \| \| \| \| \| \| \| \| \| \| \| 22. Robert I, Công tước xứ Bar \| \| \| \| \| \| \| \| \| \| \| \| \| \| \| \| \| \| \| \| \| \| \| \| \| \| \| \| \| \| \| \| \| \| \| \| \| \| \| \| \| \| \| \| \| \| \| \| \| \| \| \| \| \| 11. Violant xứ Bar \| \| \| \| \| \| \| \| \| \| \| \| \| \| \| \| \| \| \| \| \| \| \| \| \| \| \| \| \| \| \| \| \| \| \| \| \| \| \| \| \| \| \| \| \| \| \| \| \| \| \| \| \| \| 23. Marie de Valois \| \| \| \| \| \| \| \| \| \| \| \| \| \| \| \| \| \| \| \| \| \| \| \| \| \| \| \| \| \| \| \| \| \| \| \| \| \| \| \| \| \| \| \| \| \| \| \| \| \| \| \| \| \| 1. Margaret xứ Anjou \| \| \| \| \| \| \| \| \| \| \| \| \| \| \| \| \| \| \| \| \| \| \| \| \| \| \| \| \| \| \| \| \| \| \| \| \| \| \| \| \| \| \| \| \| \| \| \| \| \| \| \| \| \| 24. Rudolph, Công tước xứ Lorraine \| \| \| \| \| \| \| \| \| \| \| \| \| \| \| \| \| \| \| \| \| \| \| \| \| \| \| \| \| \| \| \| \| \| \| \| \| \| \| \| \| \| \| \| \| \| \| \| \| \| \| \| \| \| 12. John I, Công tước xứ Lorraine \| \| \| \| \| \| \| \| \| \| \| \| \| \| \| \| \| \| \| \| \| \| \| \| \| \| \| \| \| \| \| \| \| \| \| \| \| \| \| \| \| \| \| \| \| \| \| \| \| \| \| \| \| \| 25. Marie xứ Blois-Châtillon \| \| \| \| \| \| \| \| \| \| \| \| \| \| \| \| \| \| \| \| \| \| \| \| \| \| \| \| \| \| \| \| \| \| \| \| \| \| \| \| \| \| \| \| \| \| \| \| \| \| \| \| \| \| 6. Charles II, Công tước xứ Lorraine \| \| \| \| \| \| \| \| \| \| \| \| \| \| \| \| \| \| \| \| \| \| \| \| \| \| \| \| \| \| \| \| \| \| \| \| \| \| \| \| \| \| \| \| \| \| \| \| \| \| \| \| \| \| 26. Eberhard II, Bá tước xứ Württemberg \| \| \| \| \| \| \| \| \| \| \| \| \| \| \| \| \| \| \| \| \| \| \| \| \| \| \| \| \| \| \| \| \| \| \| \| \| \| \| \| \| \| \| \| \| \| \| \| \| \| \| \| \| \| 13. Sophie xứ Württemberg \| \| \| \| \| \| \| \| \| \| \| \| \| \| \| \| \| \| \| \| \| \| \| \| \| \| \| \| \| \| \| \| \| \| \| \| \| \| \| \| \| \| \| \| \| \| \| \| \| \| \| \| \| \| 27. Elizabeth von Henneberg-Schleusingen \| \| \| \| \| \| \| \| \| \| \| \| \| \| \| \| \| \| \| \| \| \| \| \| \| \| \| \| \| \| \| \| \| \| \| \| \| \| \| \| \| \| \| \| \| \| \| \| \| \| \| \| \| \| 3. Isabella, Nữ Công tước xứ Lorraine \| \| \| \| \| \| \| \| \| \| \| \| \| \| \| \| \| \| \| \| \| \| \| \| \| \| \| \| \| \| \| \| \| \| \| \| \| \| \| \| \| \| \| \| \| \| \| \| \| \| \| \| \| \| 28. Rupert II, Pfalzgraf xứ Rhine \| \| \| \| \| \| \| \| \| \| \| \| \| \| \| \| \| \| \| \| \| \| \| \| \| \| \| \| \| \| \| \| \| \| \| \| \| \| \| \| \| \| \| \| \| \| \| \| \| \| \| \| \| \| 14. Rupert của Đức \| \| \| \| \| \| \| \| \| \| \| \| \| \| \| \| \| \| \| \| \| \| \| \| \| \| \| \| \| \| \| \| \| \| \| \| \| \| \| \| \| \| \| \| \| \| \| \| \| \| \| \| \| \| 29. Beatrice xứ Sicily \| \| \| \| \| \| \| \| \| \| \| \| \| \| \| \| \| \| \| \| \| \| \| \| \| \| \| \| \| \| \| \| \| \| \| \| \| \| \| \| \| \| \| \| \| \| \| \| \| \| \| \| \| \| 7. Margaret của Palatinate \| \| \| \| \| \| \| \| \| \| \| \| \| \| \| \| \| \| \| \| \| \| \| \| \| \| \| \| \| \| \| \| \| \| \| \| \| \| \| \| \| \| \| \| \| \| \| \| \| \| \| \| \| \| 30. Frederick V, Burgrave của thành Nuremberg \| \| \| \| \| \| \| \| \| \| \| \| \| \| \| \| \| \| \| \| \| \| \| \| \| \| \| \| \| \| \| \| \| \| \| \| \| \| \| \| \| \| \| \| \| \| \| \| \| \| \| \| \| \| 15. Elisabeth xứ Nuremberg \| \| \| \| \| \| \| \| \| \| \| \| \| \| \| \| \| \| \| \| \| \| \| \| \| \| \| \| \| \| \| \| \| \| \| \| \| \| \| \| \| \| \| \| \| \| \| \| \| \| \| \| \| \| 31. Elisabeth xứ Meissen \| \| \| \| \| \| \| \| \| \| \| \| \| \| \| \| \| \| \| \| \| \| \| \| \| \| \| \| \| \| \| \| \| \| \| \| \| \| \| \| \| \| \| \| \| \| \| \| \| \| \| \| |                                               |  |  |  |  |  |  |  |  |  |  |  |  |  |  |  |
| |                                               |  |  |  |  |  |  |  |  |  |  |  |  |  |  |  |
| | 16. Jean II của Pháp                          |  |  |  |  |  |  |  |  |  |  |  |  |  |  |  |
| |                                               |  |  |  |  |  |  |  |  |  |  |  |  |  |  |  |
| |                                               |  |  |  |  |  |  |  |  |  |  |  |  |  |  |  |
| | 8. Louis I, Công tước xứ Anjou                |  |  |  |  |  |  |  |  |  |  |  |  |  |  |  |
| |                                               |  |  |  |  |  |  |  |  |  |  |  |  |  |  |  |
| |                                               |  |  |  |  |  |  |  |  |  |  |  |  |  |  |  |
| | 17. Jutta của Bohemia                         |  |  |  |  |  |  |  |  |  |  |  |  |  |  |  |
| |                                               |  |  |  |  |  |  |  |  |  |  |  |  |  |  |  |
| |                                               |  |  |  |  |  |  |  |  |  |  |  |  |  |  |  |
| | 4. Louis II xứ Anjou                          |  |  |  |  |  |  |  |  |  |  |  |  |  |  |  |
| |                                               |  |  |  |  |  |  |  |  |  |  |  |  |  |  |  |
| |                                               |  |  |  |  |  |  |  |  |  |  |  |  |  |  |  |
| | 18. Charles, Công tước xứ Bretagne            |  |  |  |  |  |  |  |  |  |  |  |  |  |  |  |
| |                                               |  |  |  |  |  |  |  |  |  |  |  |  |  |  |  |
| |                                               |  |  |  |  |  |  |  |  |  |  |  |  |  |  |  |
| | 9. Marie xứ Blois                             |  |  |  |  |  |  |  |  |  |  |  |  |  |  |  |
| |                                               |  |  |  |  |  |  |  |  |  |  |  |  |  |  |  |
| |                                               |  |  |  |  |  |  |  |  |  |  |  |  |  |  |  |
| | 19. Joan, Bà Công tước xứ Bretagne            |  |  |  |  |  |  |  |  |  |  |  |  |  |  |  |
| |                                               |  |  |  |  |  |  |  |  |  |  |  |  |  |  |  |
| |                                               |  |  |  |  |  |  |  |  |  |  |  |  |  |  |  |
| | 2. René xứ Anjou                              |  |  |  |  |  |  |  |  |  |  |  |  |  |  |  |
| |                                               |  |  |  |  |  |  |  |  |  |  |  |  |  |  |  |
| |                                               |  |  |  |  |  |  |  |  |  |  |  |  |  |  |  |
| | 20. Pere IV của Aragon                        |  |  |  |  |  |  |  |  |  |  |  |  |  |  |  |
| |                                               |  |  |  |  |  |  |  |  |  |  |  |  |  |  |  |
| |                                               |  |  |  |  |  |  |  |  |  |  |  |  |  |  |  |
| | 10. John I của Aragon                         |  |  |  |  |  |  |  |  |  |  |  |  |  |  |  |
| |                                               |  |  |  |  |  |  |  |  |  |  |  |  |  |  |  |
| |                                               |  |  |  |  |  |  |  |  |  |  |  |  |  |  |  |
| | 21. Eleanor xứ Sicily                         |  |  |  |  |  |  |  |  |  |  |  |  |  |  |  |
| |                                               |  |  |  |  |  |  |  |  |  |  |  |  |  |  |  |
| |                                               |  |  |  |  |  |  |  |  |  |  |  |  |  |  |  |
| | 5. Violant của Aragón                         |  |  |  |  |  |  |  |  |  |  |  |  |  |  |  |
| |                                               |  |  |  |  |  |  |  |  |  |  |  |  |  |  |  |
| |                                               |  |  |  |  |  |  |  |  |  |  |  |  |  |  |  |
| | 22. Robert I, Công tước xứ Bar                |  |  |  |  |  |  |  |  |  |  |  |  |  |  |  |
| |                                               |  |  |  |  |  |  |  |  |  |  |  |  |  |  |  |
| |                                               |  |  |  |  |  |  |  |  |  |  |  |  |  |  |  |
| | 11. Violant xứ Bar                            |  |  |  |  |  |  |  |  |  |  |  |  |  |  |  |
| |                                               |  |  |  |  |  |  |  |  |  |  |  |  |  |  |  |
| |                                               |  |  |  |  |  |  |  |  |  |  |  |  |  |  |  |
| | 23. Marie de Valois                           |  |  |  |  |  |  |  |  |  |  |  |  |  |  |  |
| |                                               |  |  |  |  |  |  |  |  |  |  |  |  |  |  |  |
| |                                               |  |  |  |  |  |  |  |  |  |  |  |  |  |  |  |
| | 1. Margaret xứ Anjou                          |  |  |  |  |  |  |  |  |  |  |  |  |  |  |  |
| |                                               |  |  |  |  |  |  |  |  |  |  |  |  |  |  |  |
| |                                               |  |  |  |  |  |  |  |  |  |  |  |  |  |  |  |
| | 24. Rudolph, Công tước xứ Lorraine            |  |  |  |  |  |  |  |  |  |  |  |  |  |  |  |
| |                                               |  |  |  |  |  |  |  |  |  |  |  |  |  |  |  |
| |                                               |  |  |  |  |  |  |  |  |  |  |  |  |  |  |  |
| | 12. John I, Công tước xứ Lorraine             |  |  |  |  |  |  |  |  |  |  |  |  |  |  |  |
| |                                               |  |  |  |  |  |  |  |  |  |  |  |  |  |  |  |
| |                                               |  |  |  |  |  |  |  |  |  |  |  |  |  |  |  |
| | 25. Marie xứ Blois-Châtillon                  |  |  |  |  |  |  |  |  |  |  |  |  |  |  |  |
| |                                               |  |  |  |  |  |  |  |  |  |  |  |  |  |  |  |
| |                                               |  |  |  |  |  |  |  |  |  |  |  |  |  |  |  |
| | 6. Charles II, Công tước xứ Lorraine          |  |  |  |  |  |  |  |  |  |  |  |  |  |  |  |
| |                                               |  |  |  |  |  |  |  |  |  |  |  |  |  |  |  |
| |                                               |  |  |  |  |  |  |  |  |  |  |  |  |  |  |  |
| | 26. Eberhard II, Bá tước xứ Württemberg       |  |  |  |  |  |  |  |  |  |  |  |  |  |  |  |
| |                                               |  |  |  |  |  |  |  |  |  |  |  |  |  |  |  |
| |                                               |  |  |  |  |  |  |  |  |  |  |  |  |  |  |  |
| | 13. Sophie xứ Württemberg                     |  |  |  |  |  |  |  |  |  |  |  |  |  |  |  |
| |                                               |  |  |  |  |  |  |  |  |  |  |  |  |  |  |  |
| |                                               |  |  |  |  |  |  |  |  |  |  |  |  |  |  |  |
| | 27. Elizabeth von Henneberg-Schleusingen      |  |  |  |  |  |  |  |  |  |  |  |  |  |  |  |
| |                                               |  |  |  |  |  |  |  |  |  |  |  |  |  |  |  |
| |                                               |  |  |  |  |  |  |  |  |  |  |  |  |  |  |  |
| | 3. Isabella, Nữ Công tước xứ Lorraine         |  |  |  |  |  |  |  |  |  |  |  |  |  |  |  |
| |                                               |  |  |  |  |  |  |  |  |  |  |  |  |  |  |  |
| |                                               |  |  |  |  |  |  |  |  |  |  |  |  |  |  |  |
| | 28. Rupert II, Pfalzgraf xứ Rhine             |  |  |  |  |  |  |  |  |  |  |  |  |  |  |  |
| |                                               |  |  |  |  |  |  |  |  |  |  |  |  |  |  |  |
| |                                               |  |  |  |  |  |  |  |  |  |  |  |  |  |  |  |
| | 14. Rupert của Đức                            |  |  |  |  |  |  |  |  |  |  |  |  |  |  |  |
| |                                               |  |  |  |  |  |  |  |  |  |  |  |  |  |  |  |
| |                                               |  |  |  |  |  |  |  |  |  |  |  |  |  |  |  |
| | 29. Beatrice xứ Sicily                        |  |  |  |  |  |  |  |  |  |  |  |  |  |  |  |
| |                                               |  |  |  |  |  |  |  |  |  |  |  |  |  |  |  |
| |                                               |  |  |  |  |  |  |  |  |  |  |  |  |  |  |  |
| | 7. Margaret của Palatinate                    |  |  |  |  |  |  |  |  |  |  |  |  |  |  |  |
| |                                               |  |  |  |  |  |  |  |  |  |  |  |  |  |  |  |
| |                                               |  |  |  |  |  |  |  |  |  |  |  |  |  |  |  |
| | 30. Frederick V, Burgrave của thành Nuremberg |  |  |  |  |  |  |  |  |  |  |  |  |  |  |  |
| |                                               |  |  |  |  |  |  |  |  |  |  |  |  |  |  |  |
| |                                               |  |  |  |  |  |  |  |  |  |  |  |  |  |  |  |
| | 15. Elisabeth xứ Nuremberg                    |  |  |  |  |  |  |  |  |  |  |  |  |  |  |  |
| |                                               |  |  |  |  |  |  |  |  |  |  |  |  |  |  |  |
| |                                               |  |  |  |  |  |  |  |  |  |  |  |  |  |  |  |
| | 31. Elisabeth xứ Meissen                      |  |  |  |  |  |  |  |  |  |  |  |  |  |  |  |
| |                                               |  |  |  |  |  |  |  |  |  |  |  |  |  |  |  |
| |                                               |  |  |  |  |  |  |  |  |  |  |  |  |  |  |  |